# Liste de sujets portant le nom de Henri Poincaré
En physique et en mathématiques, un certain nombre de notions portent le nom du mathématicien et physicien Henri Poincaré.

## Théorèmes et autres résultats mathématiques
- Théorème de dualité de Poincaré (homologies)
- Théorème de récurrence de Poincaré (systèmes dynamiques)
- Théorème d'uniformisation de Poincaré (surfaces de Riemann)
- Théorème de Poincaré-Bendixson (équations différentielles)
- Théorème de Poincaré-Bertrand (intégration)
- Théorème de Poincaré-Birkhoff (systèmes dynamiques)
- Théorème de Poincaré-Birkhoff-Witt (algèbres de Lie)
- Théorème de Poincaré-Hopf (géométrie différentielle)
- Théorème de Poincaré-Miranda, généralisation du théorème des valeurs intermédiaires
- Lemme de Poincaré (géométrie différentielle)
- Lemme de Poincaré-Volterra (topologie)

- Caractéristique d'Euler-Poincaré (topologie)
- Formule du crible de Poincaré (combinatoire)
- Conjecture de Poincaré, un des problèmes du prix du millénaire
- Inégalité de Poincaré (espaces de Sobolev)

## Objets mathématiques
- Disque de Poincaré, modèle de géométrie hyperbolique

- Demi-plan de Poincaré, modèle de géométrie hyperbolique
- Espace dodécaédrique de Poincaré
- Application de Poincaré (systèmes dynamiques)
- Sphère d'homologie de Poincaré
- Groupe de Poincaré, groupe des isométries de l'espace-temps de Minkowski

- Développement asymptotique de Poincaré (analyse)
- Métrique de Poincaré (topologie)
- Polynôme de Poincaré (nombres de Betti)

## Physique
- Sphère de Poincaré (optique)

- Synchronisation de Poincaré-Einstein
- Théorème de Wavre-Poincaré
- Théorème de circulation de Poincaré-Bjerknes

## Divers

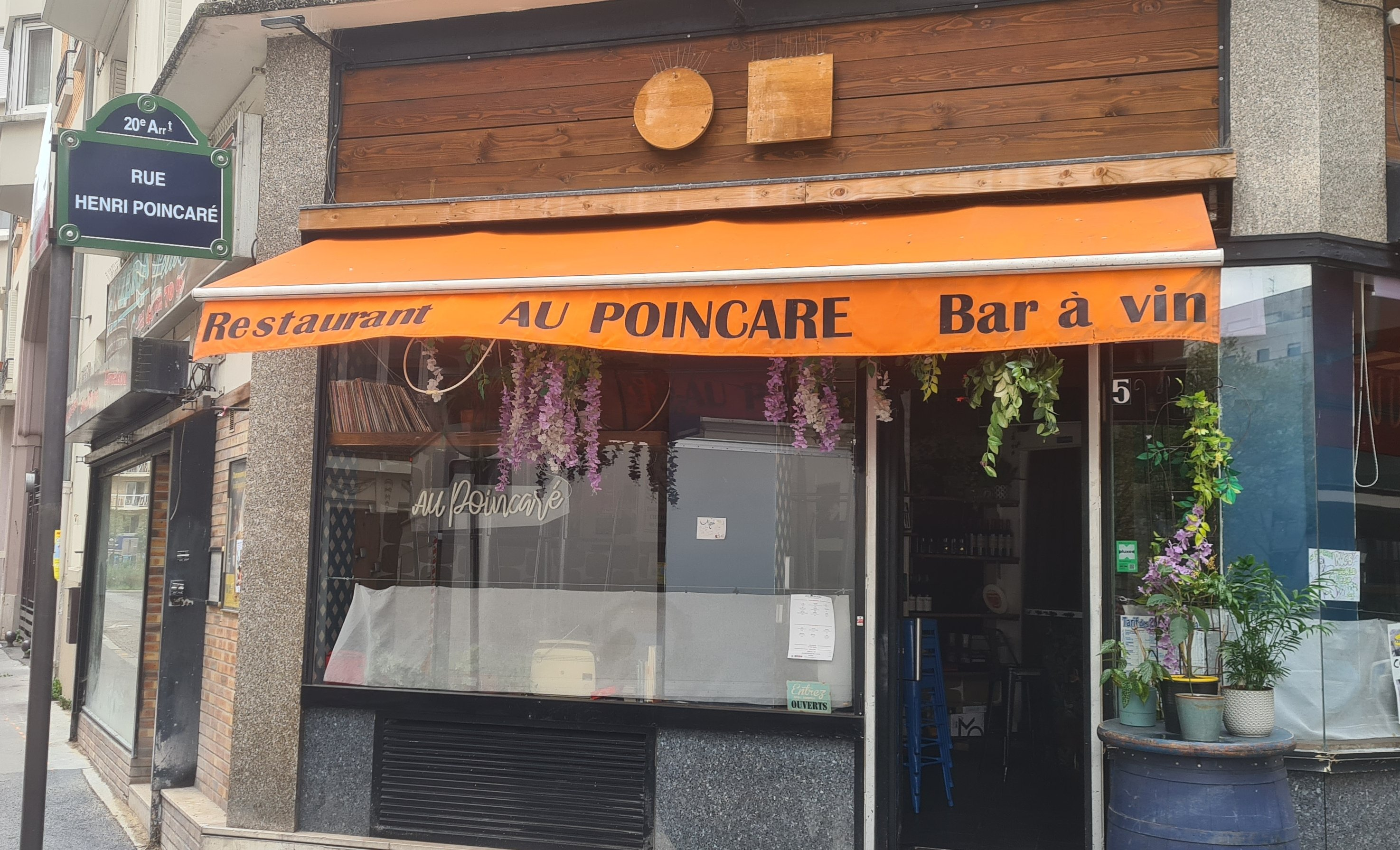
Rue Henri Poincaré, Paris

- Poincaré et la popularisation de la 4e dimension
- Henri Poincaré, l'œuvre scientifique, l'œuvre philosophique
- Annales Henri Poincaré (revue mathématique)
- Archives Henri-Poincaré - Philosophie et Recherches sur les Sciences et les Technologies
- Institut Henri Poincaré, à Paris
- Lycée Henri-Poincaré, à Nancy
- Université Henri-Poincaré, à Nancy
- Amphithéâtre Poincaré, à l'École polytechnique (Palaiseau)
- Prix Henri Poincaré
- (2021) Poincaré, astéroïde de la ceinture principale d’astéroïdes
- Poincaré, cratère météoritique situé sur la face cachée de la Lune
- Henri Poincaré, bâtiment de la Marine Nationale
- Henri Poincaré (Q140), sous-marin
- Rue Henri-Poincaré (20e arrondissement de Paris)
- Rue Henri-Poincaré (Nancy) ;